# Ruisseau de Cézone
Le ruisseau de Cézone est une rivière du sud-ouest de la France et un sous-affluent de la Garonne par la Sère.

## Géographie
De 9,8 km de longueur, le ruisseau de Cézone est un cours d'eau non navigable qui prend sa source sur la commune de Esparsac. Après avoir traversé sept communes, il se jette dans la Sère en rive droite sur la commune de Coutures en Tarn-et-Garonne.

## Département et communes traversés
- Tarn-et-Garonne : Esparsac, Gensac, Coutures.

## Principal affluent
- Le Galet : 5,1 km